# Stereocentar
Stereocentar (stereogeni centar) je atom za koga je vezan takav set grupa da zamena bilo koje dve grupe proizvodi stereoizomer.
Hiralni center je stereocentar koji se sastoji od atoma sa skupom liganda (atoma ili grupa atoma) u prostornom aranžmanu koji se ne može preklopiti sa njegovom slikom u ogledalu. Hiralni center je generalizovana ekstenzija asimetričnog ugljenikovog atoma, koji je atom ugljenika vezan za četiri različite grupe, takve da zamena bilo koje dve grupe proizvodi enantiomer. U organskoj hemiji hiralni centar se obično odnosi na ugljenik, fosfor, ili sumpor, mada je moguće i za druge atome da imaju hiralne centre.
Termin stereocentar su uveli 1984 Mislov i Siegel.

## Literatura
- Ernest L. Eliel; Samuel H. Wilen (1994). Stereochemistry of Organic Compounds (1 изд.). Wiley, John & Sons, Incorporated. ISBN 978-0-471-01670-0.
- Ernest L. Eliel; Samuel H. Wilen; Michael P. Doyle (29. 3. 2001). Basic Organic Stereochemistry (1. изд.). Wiley-Interscience. ISBN 978-0-471-37499-2.
- Kurt Martin Mislow Kurt Mislow (15. 1. 2003). Introduction to Stereochemistry. Dover Publications. ISBN 978-0-486-42530-6.
- D. Nasipuri (1994). Stereochemistry of Organic Compounds: Principles and Applications (2. изд.). South Asia Books. ISBN 978-81-224-0570-5.